# Канито (Бергамо)
Канито је насеље у Италији у округу Бергамо, региону Ломбардија.
Према процени из 2011. у насељу је живело 100 становника. Насеље се налази на надморској висини од 704 м.